# Titularbistum Balecium
Balecium (ital.: Balecio) ist ein Titularbistum der römisch-katholischen Kirche.
Es geht zurück auf einen antiken Bischofssitz in der gleichnamigen Stadt, die sich in der römischen Provinz Dalmatia Superior befand. Der Bischofssitz war der Kirchenprovinz Doclea zugeordnet.
| Titularbischöfe von Balecium |                           |                                                |                   |                   |
| Nr.                          | Name                      | Amt                                            | von               | bis               |
| 1                            | Johannes Theodor Suhr OSB | Apostolischer Vikar von Dänemark (Dänemark)    | 13. Dezember 1938 | 29. April 1953    |
| 2                            | Agostino Baroni MCCJ      | Apostolischer Vikar von Khartoum (Sudan)       | 29. Juni 1953     | 12. Dezember 1974 |
| 3                            | Amaury Castanho           | Weihbischof in Sorocaba (Brasilien)            | 19. Juli 1976     | 30. November 1979 |
| 4                            | Claude Feidt              | Weihbischof in Chambéry (Frankreich)           | 5. Juli 1980      | 16. Februar 1985  |
| 5                            | Peter Kang U-il           | Weihbischof in Seoul (Südkorea)                | 21. Dezember 1985 | 20. Juli 2002     |
| 6                            | Franz Lackner OFM         | Weihbischof in Graz-Seckau (Österreich)        | 23. Oktober 2002  | 18. November 2013 |
| 7                            | Herwig Gössl              | Weihbischof in Bamberg (Deutschland)           | 24. Januar 2014   | 9. Dezember 2023  |
| 8                            | Reynaldo Bersabal         | Weihbischof in Sacramento (Vereinigte Staaten) | 20. April 2024    |                   |